# Stains
Stains település Franciaországban, Seine-Saint-Denis megyében. Lakosainak száma 40 600 fő (2022. január 1.). Stains Sarcelles, La Courneuve, Dugny, Garges-lès-Gonesse és Saint-Denis községekkel határos.

## Népesség
A település népessége az elmúlt években az alábbi módon változott:
| Lakosok száma | 36 365 | 39 551 | 39 776 | 38 720 | 38 666 | 38 285 | 39 193 | 40 359 | 40 600 |
|               | 2013   | 2015   | 2016   | 2017   | 2018   | 2019   | 2020   | 2021   | 2022   |